# Astronomia galattica

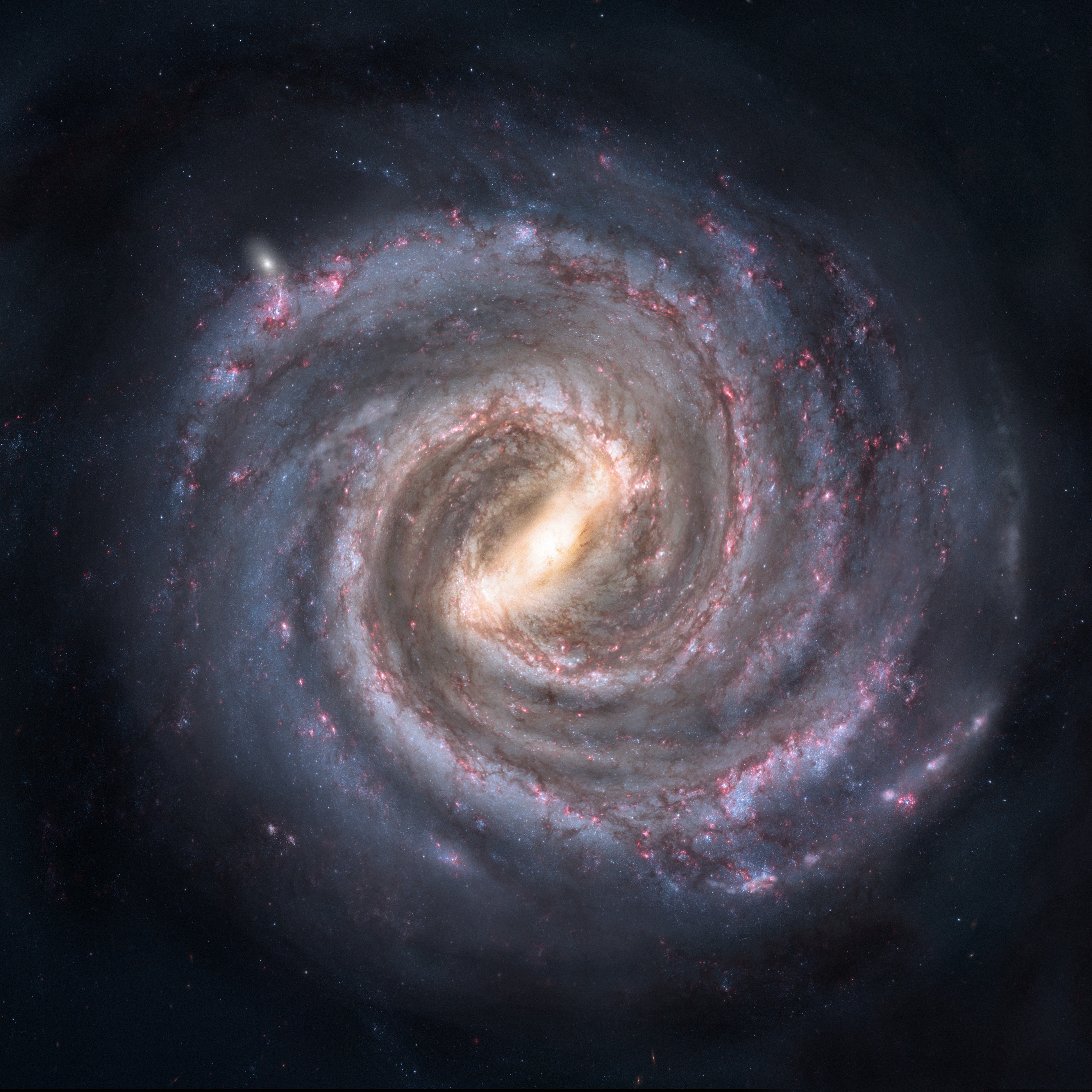
Una rappresentazione artistica della Via Lattea.

L'Astronomia galattica è lo studio della Via Lattea, la nostra galassia, della sua formazione, struttura, composizione e di tutto ciò che essa contiene, a differenza dell'astronomia extragalattica,. che studia invece gli oggetti al di fuori della Via Lattea, incluse le altre galassie.
La Via Lattea, dove si trova il nostro sistema solare, è la galassia più studiata, sebbene importanti sue parti siano oscurate nelle lunghezze d'onda del visibile da regioni di polvere interstellare. Lo sviluppo della radioastronomia, dell'astronomia dell'infrarosso e dell'astronomia submillimetrica hanno recentemente permesso di mappare per la prima volta i gas e la povere interstellare della nostra galassia.
L'astronomia galattica è un campo distinto dallo studio della formazione ed evoluzione galattica, che si occupa invece delle altre galassie e in particolare della loro formazione, evoluzione, struttura, composizione, dinamiche, interazioni e forme che possono assumere.

## Suddivisioni

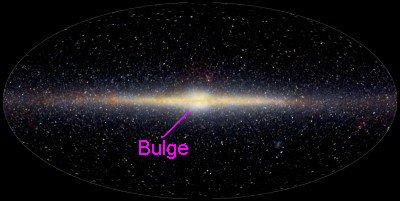
Il bulge della Via Lattea.

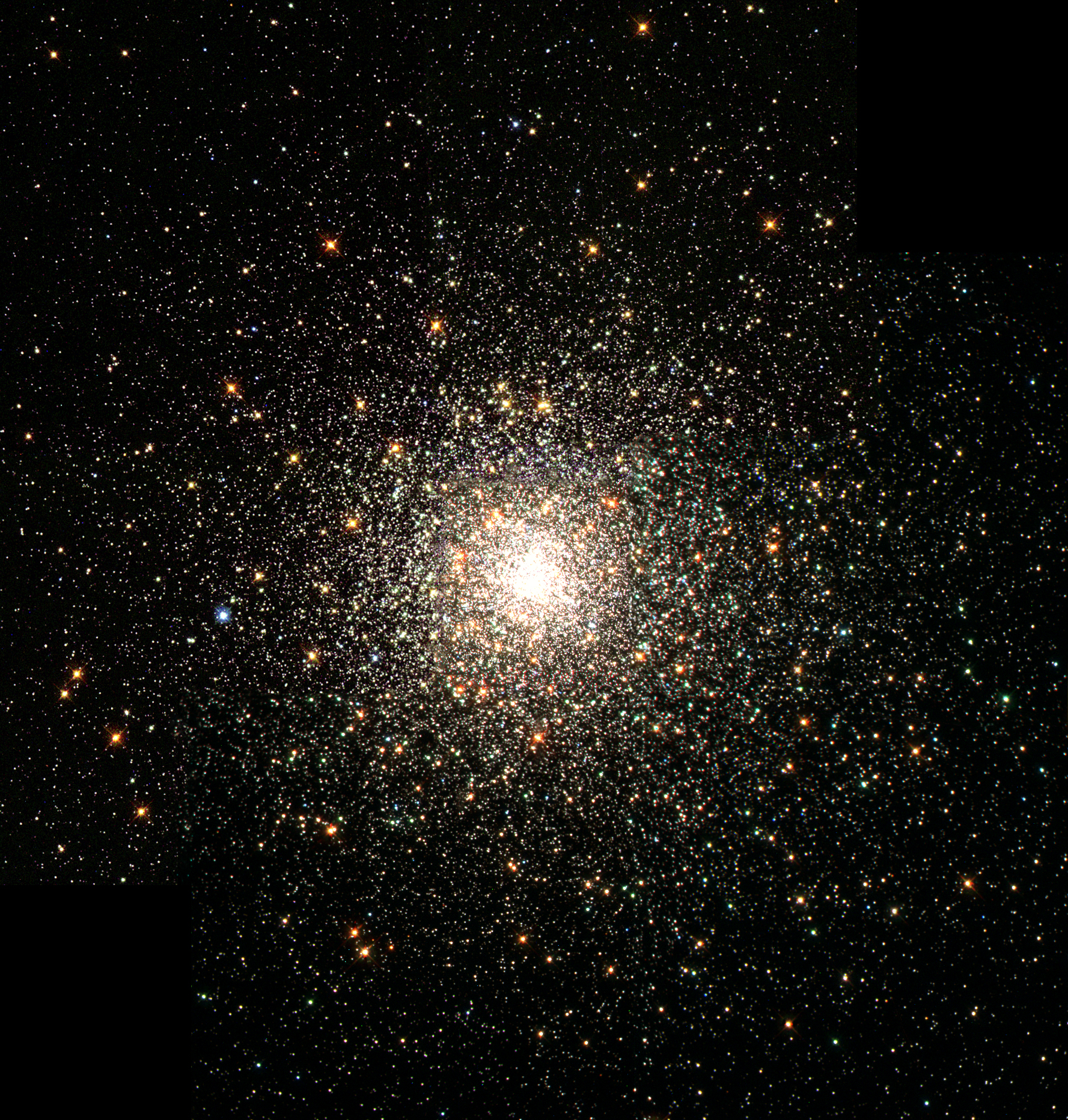
L'ammasso globulare M80; la sua distanza è stimata in circa 28.000 anni luce dal Sole e contiene centinaia di migliaia di stelle.

Nelle riviste astronomiche gli argomenti di interesse per l'astronomia galattica sono spesso suddivisi per argomenti, come ad esempio:
1. metallicità - studio e localizzazione degli elementi più pesanti dell'elio
2. bulge – lo studio del rigonfiamento al centro della Via Lattea
3. centro galattico – lo studio della regione centrale
4. disco galattico –  lo studio del disco galattico, il piano su cui sono allineati la maggior parte degli oggetti galattici
5. formazione – la formazione della nostra galassia
6. evoluzione – l'evoluzione della nostra galassia
7. parametri fondamentali –  i parametri fondamentali, come massa, dimensioni ecc.
8. ammassi globulari
9. ammassi aperti e associazioni stellari
10. alone galattico – l'esteso alone attorno alla nostra galassia
11. cinematica e dinamica – il moto delle stelle e degli ammassi
12. nucleo galattico – la regione attorno al buco nero centrale (Sagittarius A*)
13. vicinanze solari – le stelle nelle vicinanze del sistema solare
14. contenuto stellare – numero e tipologia delle stelle della galassia
15. struttura – la struttura (bracci di spirale)

### Popolazioni stellari
- Ammassi globulari
- Ammassi aperti

### Mezzo interstellare
- Nubi interstellari
- Spazio interplanetario - mezzo interplanetario - polvere interplanetaria
- Spazio interstellare - mezzo interstellare - polvere interstellare
- Spazio intergalattico - mezzo intergalattico - polvere intergalattica

### Libri
- (EN) Robert Burnham, Jr., Burnham's Celestial Handbook:  Volume Two, New York, Dover Publications, Inc., 1978.
- (EN) Chaisson, McMillan, Astronomy Today, Englewood Cliffs, Prentice-Hall, Inc., 1993, ISBN 0-13-240085-5.
- (EN) Thomas T. Arny, Explorations:  An Introduction to Astronomy, 3 updatedª ed., Boston, McGraw-Hill, 2007, ISBN 0-07-321369-1.
- AA.VV, L'Universo - Grande enciclopedia dell'astronomia, Novara, De Agostini, 2002.
- J. Gribbin, Enciclopedia di astronomia e cosmologia, Milano, Garzanti, 2005, ISBN 88-11-50517-8.
- Fulvio Melia, Il buco nero al centro della nostra galassia, Torino, Bollati Boringhieri, 2005, ISBN 88-339-1608-1.
- W. Owen, et al, Atlante illustrato dell'Universo, Milano, Il Viaggiatore, 2006, ISBN 88-365-3679-4.
- J. Lindstrom, Stelle, galassie e misteri cosmici, Trieste, Editoriale Scienza, 2006, ISBN 88-7307-326-3.

### Articoli Scientifici
- Thorsten Dambeck: Gaia, un “calibro” da sogno per la distanza..., Le Stelle, Novembre 2008

### Carte celesti
- Tirion, Rappaport, Lovi, Uranometria 2000.0 - Volume I & II, Richmond, Virginia, USA, Willmann-Bell, inc., 1987, ISBN 0-943396-15-8.
- Tirion, Sinnott, Sky Atlas 2000.0, 2ª ed., Cambridge, USA, Cambridge University Press, 1998, ISBN 0-933346-90-5.
- Tirion, The Cambridge Star Atlas 2000.0, 3ª ed., Cambridge, USA, Cambridge University Press, 2001, ISBN 0-521-80084-6.